# Vicente Villar
Vicente Villar ist ein ehemaliger Fußballspieler, der in den 1940er Jahren in Mexiko agierte. Er spielte in der Verteidigung und im defensiven Mittelfeld.

## Laufbahn
In der letzten Phase der offiziell noch auf Amateurbasis betriebenen Liga Mayor spielte Villar für den Real Club España, mit dem er in der Saison 1941/42 den insgesamt 14. Meistertitel in der Geschichte der Españistas gewann. Im anschließenden Supercupfinale gegen den Stadtrivalen und amtierenden Pokalsieger Atlante unterlief ihm ein Eigentor, so dass er einen unrühmlichen Anteil an der 4:5-Niederlage seiner Mannschaft hatte.
Mit Einführung der mexikanischen Profiliga in der Saison 1943/44 wurde er dann ausgerechnet vom Club Atlante verpflichtet, bei dem er mindestens zwei Jahre unter Vertrag stand.

## Erfolge
- Mexikanischer Meister: 1942